# Stade du Pays de Charleroi
O Stade du Pays de Charleroi é um estádio localizado na cidade de Charleroi, na Bélgica.
Construído para a Eurocopa de 2000, co-realizada por Bélgica e Países Baixos. Sediou três partidas.
Atualmente é a casa do Royale Charleroi Sporting Club, time da Jupiler League, a 1ª Divisão do Futebol Belga.
Tinha capacidade para 30.000 torcedores, mas foi reduzida para 24.891 lugares devido a baixa média de público.

## Jogos da Eurocopa de 2000
- 13 de Junho: Grupo C -  Iugoslávia 3 - 3  Eslovênia
- 17 de Junho: Grupo A -  Inglaterra 1 - 0  Alemanha
- 20 de Junho: Grupo A -  Inglaterra 2 - 3  Romênia